# André Brouillet

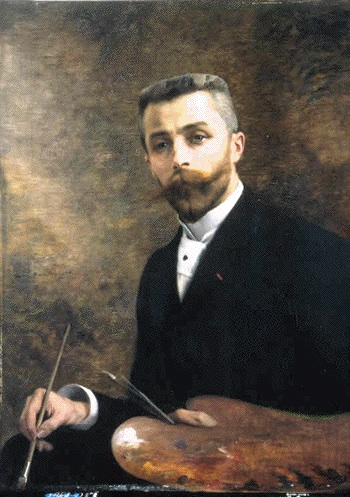
Zelfportret

Pierre Aristide André Brouillet (Charroux, 1 september 1857 - Couhé, 6 december 1914) was een Frans academisch kunstschilder.

## Leven en werk
Brouillet studeerde aanvankelijk voor ingenieur, maar switchte na drie jaar naar de École des Beaux-Arts, waar hij studeerde onder Jean-Léon Gérôme en later bij Jean-Paul Laurens. Hij werd opgeleid in een academische stijl en schilderde vooral genrewerken, portretten en landschappen. Het meest bekend werd hij echter door groepsportret Une leçon clinique à la Salpêtrière, een weergave van een klinische les door Jean-Martin Charcot die een hysterische vrouw (Marie "Blanche" Wittman) behandelt met hypnose. Onder de toehoorders bevinden zich Joseph Babinski (de assistent), Georges Gilles de la Tourette, Théodule Ribot, Paul Richer, Jules Claretie en andere prominente doktoren. De Zweedse schrijver Per Olov Enquist liet zich door het schilderij inspireren voor zijn roman Blanche en Marie (2004).
Later in zijn carrière zou Brouillet veel schilderen in de stijl van het oriëntalisme. Diverse keren reisde hij naar Tunesië.
Brouillet illustreerde ook boeken, onder andere van Guy de Maupassant en Paul Bourget. In 1906 werd hij opgenomen in het Légion d'honneur. Hij overleed in 1914 aan een beroerte, 57 jaar oud.

## Galerie

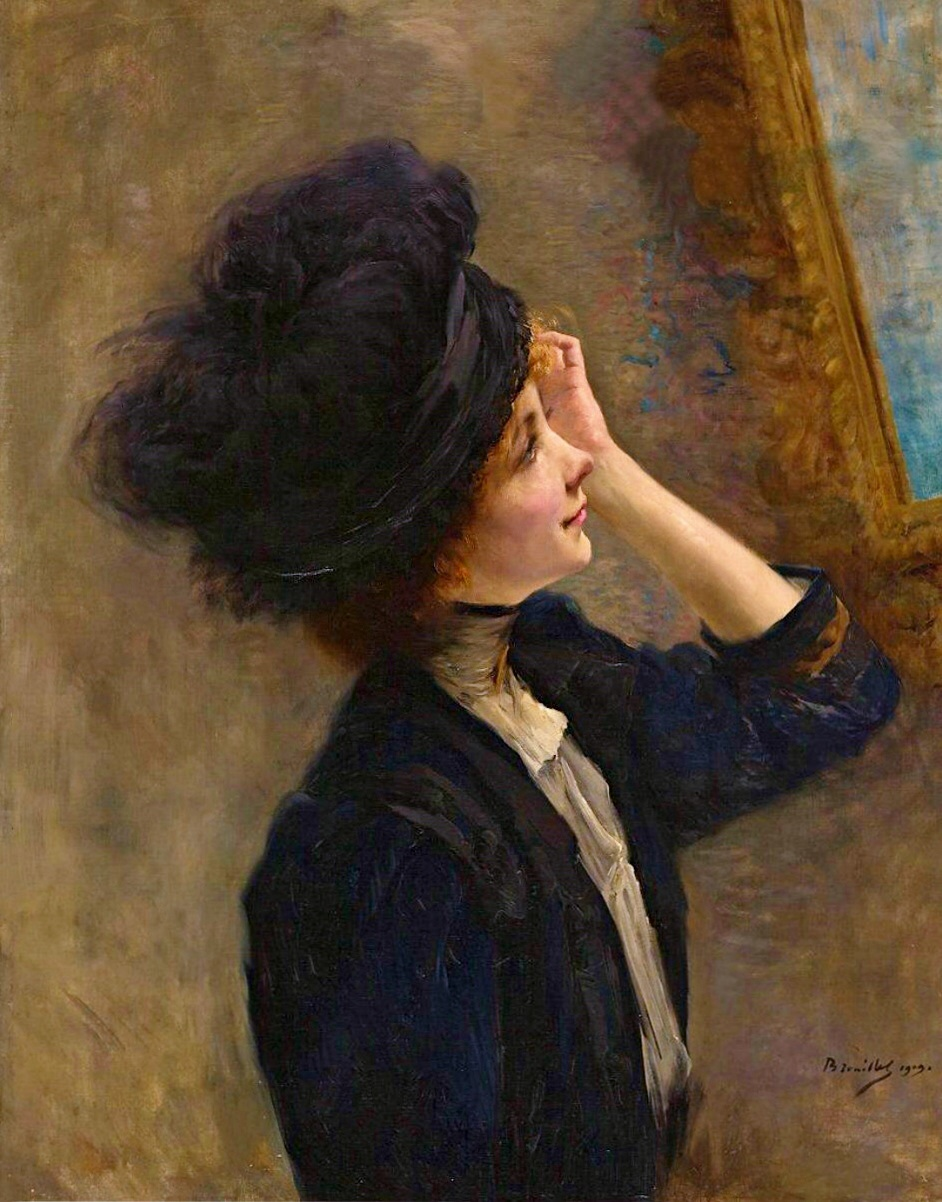
Joven
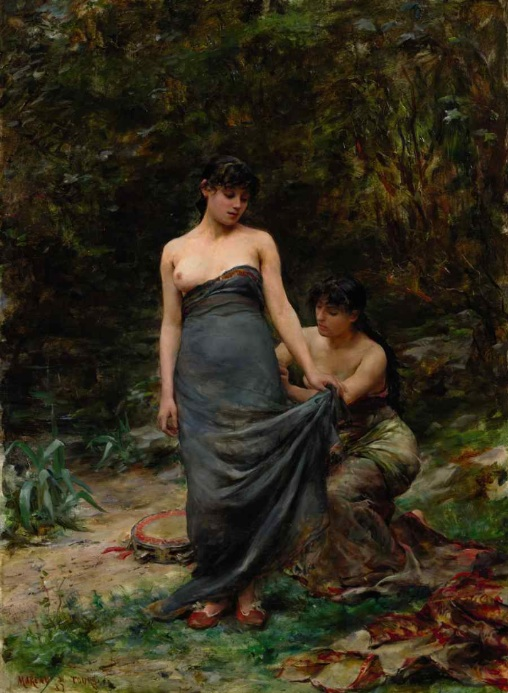
Deux femmes (zonder titel)
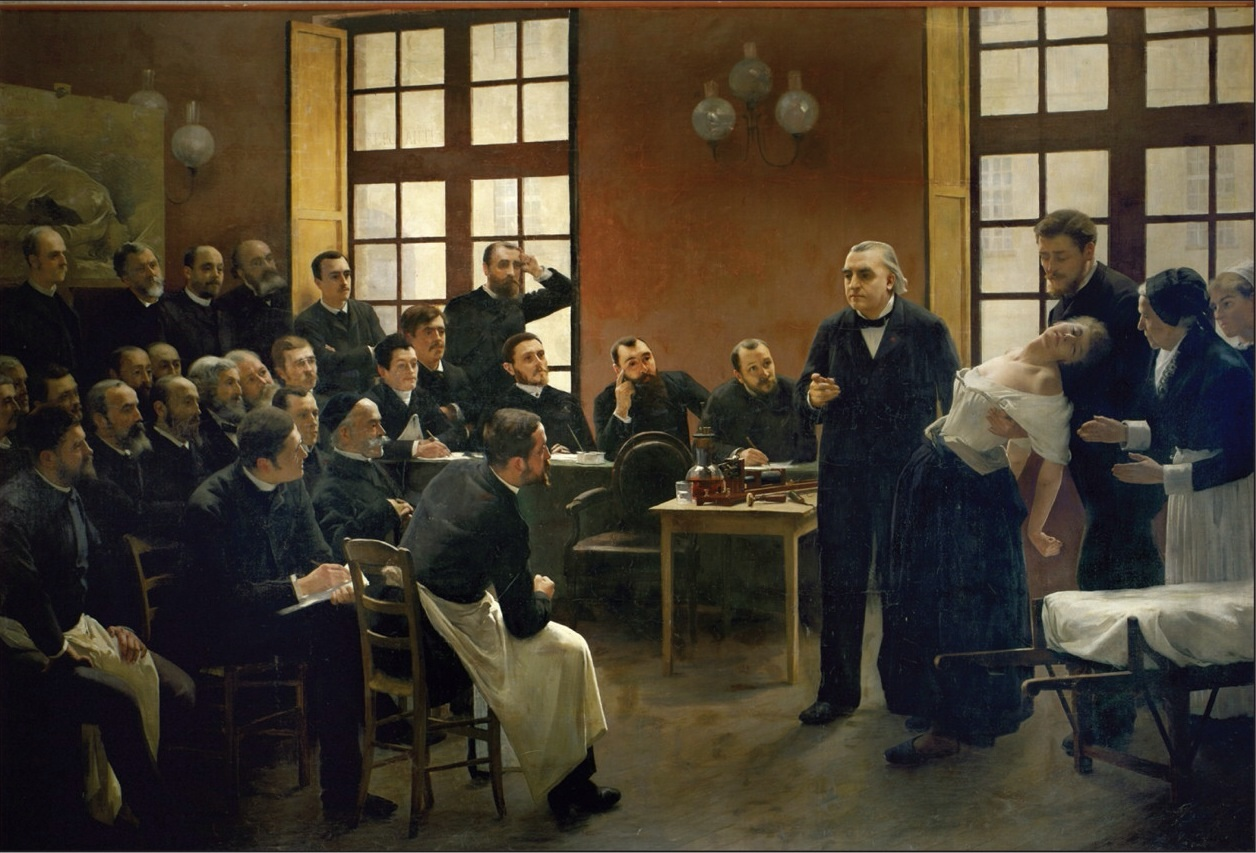
Une leçon clinique à la Salpêtrière

## Noot
1. ↑  Zie overzicht aanwezigen op Wikicommons.

- Biblioteca Nacional de España: XX1727127
- Bibliothèque nationale de France: cb12882017p (data)
- Gemeinsame Normdatei: 123163455
- International Standard Name Identifier: 0000 0000 6639 6117
- Library of Congress Control Number: no2001101146
- Base Léonore: LH//374/51
- Nationale Bibliotheek van Tsjechië: xx0249748
- Nederlandse Thesaurus van Auteursnamen: 074665812
- RKD-Nederlands Instituut voor Kunstgeschiedenis: 13021
- Système universitaire de documentation: 059343990
- Union List of Artist Names: 500005385
- Virtual International Authority File: 66595264
- WorldCat: E39PBJvMyxFMxH44cmYkpMmDbd